# Variation structurelle du génome
 (août 2024).
La mise en forme du texte ne suit pas les recommandations de Wikipédia : il faut le « wikifier ».
Les points d'amélioration suivants sont les cas les plus fréquents. Le détail des points à revoir est peut-être précisé sur la page de discussion.
- Les titres sont pré-formatés par le logiciel. Ils ne sont ni en capitales, ni en gras.
- Le texte ne doit pas être écrit en capitales (les noms de famille non plus), ni en gras, ni en italique, ni en « petit »…
- Le gras n'est utilisé que pour surligner le titre de l'article dans l'introduction, une seule fois.
- L'italique est rarement utilisé : mots en langue étrangère, titres d'œuvres, noms de bateaux, etc.
- Les citations ne sont pas en italique mais en corps de texte normal. Elles sont entourées par des guillemets français : « et ».
- Les listes à puces sont à éviter, des paragraphes rédigés étant largement préférés. Les tableaux sont à réserver à la présentation de données structurées (résultats, etc.).
- Les appels de note de bas de page (petits chiffres en exposant, introduits par l'outil «  Source ») sont à placer entre la fin de phrase et le point final[comme ça].
- Les liens internes (vers d'autres articles de Wikipédia) sont à choisir avec parcimonie. Créez des liens vers des articles approfondissant le sujet. Les termes génériques sans rapport avec le sujet sont à éviter, ainsi que les répétitions de liens vers un même terme.
- Les liens externes sont à placer uniquement dans une section « Liens externes », à la fin de l'article. Ces liens sont à choisir avec parcimonie suivant les règles définies. Si un lien sert de source à l'article, son insertion dans le texte est à faire par les notes de bas de page.
- La présentation des références doit suivre les conventions bibliographiques. Il est recommandé d'utiliser les modèles {{Ouvrage}}, {{Chapitre}}, {{Article}}, {{Lien web}} et/ou {{Bibliographie}}. Le mode d'édition visuel peut mettre en forme automatiquement les références.
- Insérer une infobox (cadre d'informations à droite) n'est pas obligatoire pour parachever la mise en page.

Pour une aide détaillée, merci de consulter Aide:Wikification.
Si vous pensez que ces points ont été résolus, vous pouvez retirer ce bandeau et améliorer la mise en forme d'un autre article.
 (octobre 2024).
Les variations structurelles du génome sont les diverses modifications des chromosomes dans leur ensemble, savoir les délétions, duplications, variations du nombre de copies, insertions, inversions et translocations. Initialement, ce terme désignait une modification d'une longueur de séquence d'environ 1 Kb à 3 millions de paires de bases, soit davantage que les polymophismes d'un seul nucléotide et plus petit qu'une anomalie chromosomique Cependant, la définition pratique des variations structurelles s'est élargie pour inclure les évènements > 50 paires de bases. Si certaines variations structurelles sont associées à des maladies génétiques, la plupart ne le sont pas,. Dans la population normale, environ 13 % du génome humain est défini comme une variation structurelle ce qui rassemble au moins 240 gènes qui existent sous forme de polymorphismes de délétion homozygotes dans les populations humaines. Ceci suggère que ces gènes sont inutiles chez l'homme. Ainsi, un génome humain typique diffère du génome de référence par une médiane de 3,6 Mpb via des PNs tandis que 8,9 Mpb sont affectées par une variation structurelle. Ces dernières sont donc responsables de la plupart des différences génétiques entre les humains en termes de données de séquence brutes.

## Variation structurelle microscopique
Ici, microscopique signifie : "qui peut être détecté avec des microscopes optiques". Ceci désigne donc : les aneuploïdies, les marqueurs chromosomiques, les réarrangements bruts et les variations de la taille des chromosomes,. On pense que leur fréquence dans la population humaine est sous-estimée car certains d’entre eux ne sont pas faciles à identifier. Selon certaines estimations, ces anomalies structurelles concerneraient une naissance sur 375.

## Variation structurelle submicroscopique
Les variantes structurelles submicroscopiques sont beaucoup plus difficiles à détecter en raison de leur petite taille. La première étude réalisée en 2004 utilisant des puces à ADN a pu détecter des dizaines de locus génétiques présentant une variation du nombre de copies, des délétions et des duplications supérieures à 100 kilobases dans le génome humain. Cependant, en 2015, les études de séquençage du génome entier ont détecter environ 5 000 variantes structurelles aussi petites que 100 paires de bases englobant environ 20 mégabases dans chaque génome individuel,. Ces variantes structurelles incluent des suppressions, des duplications en tandem, des inversions, des insertions d'éléments mobiles, etc. Le taux de mutation est également beaucoup plus élevé que celui des variantes structurelles microscopiques, étant estimé de 16 % et 20 % par deux études, ces deux chiffres étant probablement encore sous-estimés en raison des défis liés à la détection précise des variantes structurelles,. Il a également été démontré que la génération de variations structurelles spontanées augmente considérablement la probabilité de générer d’autres variations génomiques telles que les indels mononucléotidiques spontanés dans un rayon de 100 kilobases autour de l’événement de variation structurelle.

## Variation du nombre de copies
Les variations du nombre de copies (CNV en anglais) rassemblent un grand nombre de variations structurelles comprenant les insertions, les suppressions et les duplications. Des études récentes ont mesurées le nombre de variations du nombre de copies sur des personnes ne souffrant pas de maladies génétiques, en utilisant des méthodes utilisées pour le génotypage quantitatif des PNs. Les résultats montrent que 28 % des régions testées contiennent effectivement des variations du nombre de copies,. Il convient également de noter que de nombreuses CNV ne se trouvent pas dans des régions codantes. Étant donné que les CNV sont généralement causées par une recombinaison inégale, des séquences similaires largement répandues, telles que les LINE et les SINE, peuvent constituer un mécanisme courant de création de CNV,.

## Inversion
Plusieurs maladies humaines sont connues pour être liées à des inversions. Par exemple, une inversion récurrente de 400 Kpb dans le gène du facteur VIII est une cause fréquente d' hémophilie A, et des inversions plus petites affectant l'idunorate 2-sulfatase (IDS) provoqueront le syndrome de Hunter. D'autres exemples incluent le syndrome d'Angelman et le syndrome de Sotos. Cependant, des recherches récentes montrent qu'une personne normale pourrait avoir 56 inversions en moyenne, les inversions non liées à une maladie seraient donc plus courantes qu'on ne le pensait auparavant. Cette étude indique également que les points d'arrêt d'inversion sont généralement associés à des répétitions du génome. Une inversion de 900 kb dans le chromosome 17 est par ailleurs sous sélection positive et devrait voir sa fréquence augmenter dans la population européenne.

## Autres variations structurelles
Il existe par ailleurs des variations structurelles plus complexes, notamment formées par combinaison des précédentes. Le type le plus courant de variations structurelles complexes sont les duplications non tandem : au cours de ces variations, une séquence est dupliquée puis insérée avec une orientation inversée ou directe dans une autre partie du génome. D'autres classes de variations structurelles complexes comprennent par exemple les délétions-inversions-suppressions, les duplications-inversions-duplications et les duplications en tandem avec suppressions imbriquées. Ces variations sont de plus en plus observées, même si elles restent plus difficiles à détecter que les variations traditionnelles, en effet ces variations sont équilibrées si bien que les méthodes basées sur des matrices ou sur la PCR ne sont pas en mesure de les localiser.

## Variation structurelle et phénotypes
On soupçonne que certaines maladies génétiques sont causées par des variations structurelles, mais la relation est loin d'être certaine. Il n’est d'ailleurs pas possible de diviser ces variantes en deux classes : « normales » ou « maladies », car les effets réels d’une même variation peuvent varier d'un individu à l'autre. En outre, quelques-unes de ces variations sont sélectionnées positivement (mentionnées ci-dessus). Une série d'études ont montré que les variations spontanées du nombre de copies (de novo) perturbant les gènes sont environ quatre fois plus susceptible d’occasionner des perturbations chez les patients présentant un trouble autistique que chez les témoins et contribuent à environ 5 à 10 % des cas,,,,. Les variantes héréditaires contribuent également à environ 5 à 10 % des cas d'autisme.
Les variations structurelles sont également importante pour la génétique des populations. Des fréquences différentes d'une même variation peuvent être utilisées comme marque génétique pour déduire des relations entre des populations de différentes zones. Une comparaison complète entre les variations structurelles des humains et des chimpanzés a également suggéré que certaines d'entre elles pourraient être fixées chez une espèce en raison de sa fonction adaptative. Il existe également des suppressions liées à la résistance au paludisme et au SIDA,. En outre, on pense que certains segments très variables sont causés par une sélection équilibrée, même si cette hypothèse a aussi été remise en doute.

## Méthodes de détection
Afin d'étudier les variations structurelles du génome humain avec une grande résolution, de nouvelles méthodes ont été développées, elles peuvent cibler une région spécifique du génome, soit l'appréhender de manière globale. Pour les tests à l’échelle du génome, les meilleures analyses sont les approches d’hybridation comparative du génome qui permettent de trouver de nouvelles variations du nombre de copies. Ces techniques utilisent des fragments d'ADN marqués à partir d'un génome d'intérêt qui sont ensuite hybridées avec un autre génome marqué différemment, à des plateaux recouverte de fragments d'ADN clonés, révèlant ainsi les différences de nombre de copies entre les deux génomes.
Pour examiner une portion spécifique du génome, les meilleurs tests sont principalement basés sur la PCR, notamment la polymérase quantitative en temps réel (qPCR). Une approche différente consiste à vérifier spécifiquement certaines zones entourant les duplications segmentaires connues, car il s'agit généralement de zones de variation du nombre de copies. Une méthode de génotypage des PN offrant des intensités de fluorescence indépendantes pour les deux allèles peut être utilisée pour cibler les nucléotides situés entre deux copies d'une duplication segmentaire. On peut ensuite observer une augmentation de l’intensité de l’un des allèles par rapport à l’autre.
Le développement des technologies de séquençages, permet par ailleurs d'ouvrir de nouvelles méthodes pour la détection de variations structurelles ,,, :
- Les méthodes de profondeur de lecture ou de comptage de lectures supposent une distribution aléatoire (par exemple, distribution de Poisson ) des lectures à partir d'un séquençage de lecture court. Les écarts par rapport à cette distribution sont alors calculés afin de découvrir d'éventuelles duplications ou suppressions. En effet, les régions avec duplication afficheront une profondeur de lecture plus élevée tandis que celles avec suppression entraîneront une profondeur de lecture plus faible.
- Les méthodes de lecture fractionnée permettent la détection des insertions (y compris les insertions d’éléments mobiles ) et des suppressions jusqu’à une résolution d’une seule paire de bases. La présence d'une variation est alors marquée par un alignement discontinu sur le génome de référence. Un espace dans le brin de lecture marque une suppression, tandis qu'un espace dans le brin de référence marque une insertion.
- Les méthodes de lecture par paires examinent la longueur et l’orientation des lectures appariées à partir de données de séquençage de lecture courte. Par exemple, lire des paires plus espacées que prévu indique une suppression. Les translocations, inversions et duplications en tandem peuvent également être découvertes à l'aide de ce genre de méthode.
- L'assemblage de séquences de novo peut être appliqué avec des lectures suffisamment précises. Bien qu'en pratique, l'utilisation de cette méthode soit limitée par la longueur des lectures de séquences, les assemblages génomiques basés sur des lectures longues offrent la découverte de variations structurelles pour des classes telles que les insertions qui échappent à la détection lors de l'utilisation d'autres méthodes[32].